# Route 636 (Nouveau-Brunswick)
Pour les articles homonymes, voir Route 636.
La route 636 est une route locale du Nouveau-Brunswick au Canada située dans le sud-ouest de la province, environ 30 kilomètres au sud-ouest de Fredericton. Elle traverse une région principalement boisée, au nord-ouest d'Harvey. De plus, elle mesure 14 kilomètres, et est pavée sur toute sa longueur.

## Tracé
La 636 débute dans le centre de la petite ville d'Harvey, sur la route 3, 19 kilomètres au sud de son échangeur avec la route 2 (sortie 258). La 636 commence par suivre le lac Harvey, puis elle suit la rive ouest du lac George quelques kilomètres plus au nord. Elle se termine sur une intersection en T avec la route 635, près de Baring.

## Intersections principales
Il n'y a aucune intersection majeure sur la route 636. Voici tout de même ses 2 extrémités:
| route 636    |          |    |                                                    |                          |
| Comté        | Location | km | Intersection/Destinations                          | Notes                    |
| Comté d'York | Harvey   | 0  | R-3, vers R-2 et R-102, Fredericton, Saint-Stephen | extrémité sud de la 636  |
| Comté d'York | Baring   | 14 | R-635, Magaguadavic, Lake George, Kings Landing    | extrémité nord de la 636 |